# H5P
H5P — це безкоштовна платформа з відкритим вихідним кодом на основі JavaScript для спільної роботи з вмістом. H5P — це абревіатура від англ. HTML5 Package, яка має на меті полегшити створення, обмін і повторне використання інтерактивного вмісту HTML5 для всіх. Інтерактивні відео, інтерактивні презентації, вікторини, інтерактивні графіки тощо були розроблені та опубліковані за допомогою H5P на сайті H5P.org. Використовується у понад 17 000 вебсайтів. У червні 2018 року основна команда оголосила, що H5P буде фінансово підтримуватися Mozilla Foundation в рамках програми MOSS.
Фреймворк складається з вебредактора вмісту, вебсайту для обміну типами вмісту, плагінів для систем керування вмістом і формату файлу для об'єднання ресурсів HTML5.
Вебредактор за замовчуванням може додавати та замінювати мультимедійні файли та текстовий вміст у всіх типах H5P вмісту і додатках. Окрім того, тип вмісту може надавати користувацькі віджети для використання редактором, що дає будь-які можливості та досвід редагування, включно з wysiwyg редагуванням вхідного типу контенту.
H5P.org — це вебсайт спільноти, на якому можна ділитися бібліотеками, програмами та типами вмісту H5P. Програми та типи вмісту H5P працюють однаково на всіх вебсайтах, сумісних з H5P.
Наразі існують чотири інтеграції платформи, одна для Drupal, WordPress, Tiki, і одна для Moodle. Інтеграції платформи включають загальний код H5P, а також реалізації інтерфейсу та специфічний код платформи, необхідний для інтеграції H5P з платформами. H5P був розроблений так, щоб мати мінімум коду, специфічного для платформи, і мінімум бекенд-коду. Більшість коду — це JavaScript. Мета полягає в тому, щоб полегшити інтеграцію H5P з новими платформами.
Формат файлу складається, з файлу метаданих у форматі JSON, ряду файлів бібліотеки, що надають функції та дизайн вмісту, і теки вмісту, де текстовий вміст зберігається у форматі JSON, а мультимедіа зберігаються у вигляді файлів або посилань на файли на зовнішніх сайтах.
Одним з найбільш інноваційних прикладів є сценарій розгалуження (бета-версія) [Архівовано 7 лютого 2022 у Wayback Machine.], що дозволяє творцям налаштувати можливості навчання на основі сценаріїв.
H5P створив центр OER Hub [Архівовано 7 лютого 2022 у Wayback Machine.] після оголошення на конференції H5P у 2020 році.

## Підтримка
Основним вебсайтом підтримки H5P є H5P.org. Тут можна тимчасово безкоштовно випробувати H5P; у ньому розміщено онлайновий посібник для H5P та живий репозиторій інформації, документації та форумів H5P.